# Complément d'objet interne
Un complément d'objet interne est un complément qui contient l'essentiel du sens présent dans le verbe qu'il complémente. Par exemple, il est présent dans vivre sa vie, aller son chemin, dormir son dernier sommeil, s'aimer d'amour tendre.
Ce complément ne répète pas le sens du verbe (il s'agirait alors d'une tautologie, comme dans descendre en bas, monter en haut, etc.). Il restreint au contraire son sens contextuel comme le ferait un adverbe ou d'autre constructions ou compléments circonstanciels : il vit sa vie signifie ainsi il vit de la manière qu'il veut.  
Lazard (1995:153) utilise objet interne dans un sens voisin mais peut-être un peu étendu. Certaines langues ergatives australiennes ou océaniennes  mettent deux actants au cas absolutif — ce qui est habituellement agrammatical — quand le second est sémantiquement inhérent (objet interne) au premier.
Cette notion est complémentaire de la notion de verbe support.  En linguistique contemporaine, une construction à verbe support est une expression verbale où le sens est apporté essentiellement par le complément, par exemple :
- Faire une tentative
- Faire une promenade
- Jeter un coup d'œil
- Prendre plaisir à
- Prendre prétexte de
- Avoir peur

Ces constructions ne sont pas totalement figées, le verbe pouvant parfois être remplacé par d'autres, par exemple le verbe multiplier, à sens itératif :
- Multiplier les tentatives
- Multiplier les promenades
- Multiplier les coups d'œil